# Ricardo Ezzati Andrello
Ricardo Ezzati Andrello (ur. 7 stycznia 1942 w Campiglia dei Berici) – chilijski duchowny rzymskokatolicki, przewodniczący Konferencji Episkopatu Chile, arcybiskup Santiago de Chile w latach 2010–2019, kardynał.

## Życiorys
Wykształcenie podstawowe zdobył we Włoszech, gdzie się urodził. W 1959 przybył do Chile i tam wstąpił do nowicjatu salezjanów w Quilpué. Później kształcił się w Rzymie na Papieskim Uniwersytecie Salezjańskim, gdzie uzyskał doktorat z teologii, a także na Uniwersytecie w Strasburgu. Święcenia kapłańskie otrzymał 18 marca 1970. Do 1972 udzielał się w Duszpasterskim Instytucie Salezjańskim w Valdivia. W latach 1973–1977 przebywał w Concepción, gdzie przewodził wspólnocie zakonnej i był rektorem szkoły salezjańskiej w tym mieście. W latach kolejnych pracował duszpastersko w stolicy Chile, będąc rektorem tamtejszego Seminarium Duchownym Salezjanów. Wykładał też na Katolickim Uniwersytecie w Santiago. W 1984 wziął udział w Kapitule Generalnej Zakonu i został mianowany inspektorem prowincji w Chile, a także wiceprezydentem Konferencji Przełożonych Wyższych Zakonów w Chile (CONFERRE). W 1991 został wezwany do Rzymu by pomagać abpowi Errazuriz w Kongregacji ds. Instytutów Życia Konsekrowanego.
28 czerwca 1996 otrzymał nominację na ordynariusza diecezji Valdivia. Sakrę w miejscowej katedrze otrzymał z rąk kardynała Carlosa Oviedo, arcybiskupa Santiago. 10 lipca 2001 przeniesiony na urząd pomocniczego biskupa Santiago ze stolicą tytularną La Imperial. Pełnił jednocześnie funkcję wikariusza generalnego archidiecezji. 27 grudnia 2006 papież Benedykt XVI powierzył mu funkcję arcybiskupa metropolity Concepción. Pełnił też jednocześnie różne funkcje w rodzimej Konferencji Episkopatu, jak również w Radzie Episkopatów Ameryki Łacińskiej (m.in. jest członkiem Wydziału Życia Konsekrowanego i szefem Departamentu Kultury i Edukacji). W latach 2010–2016 był przewodniczącym Konferencji Episkopatu Chile. 15 grudnia 2010 został mianowany arcybiskupem metropolitą Santiago i prymasem Chile. Ingres odbył się 15 stycznia 2011.
23 marca 2019 papież przyjął jego rezygnację z pełnionego urzędu.
Papież Franciszek mianował go kardynałem na konsystorzu w dniu 22 lutego 2014.
7 stycznia 2022 w związku z ukończeniem 80 lat utracił prawo do udziału w konklawe.